# Sonata para dos pianos (Stravinski)

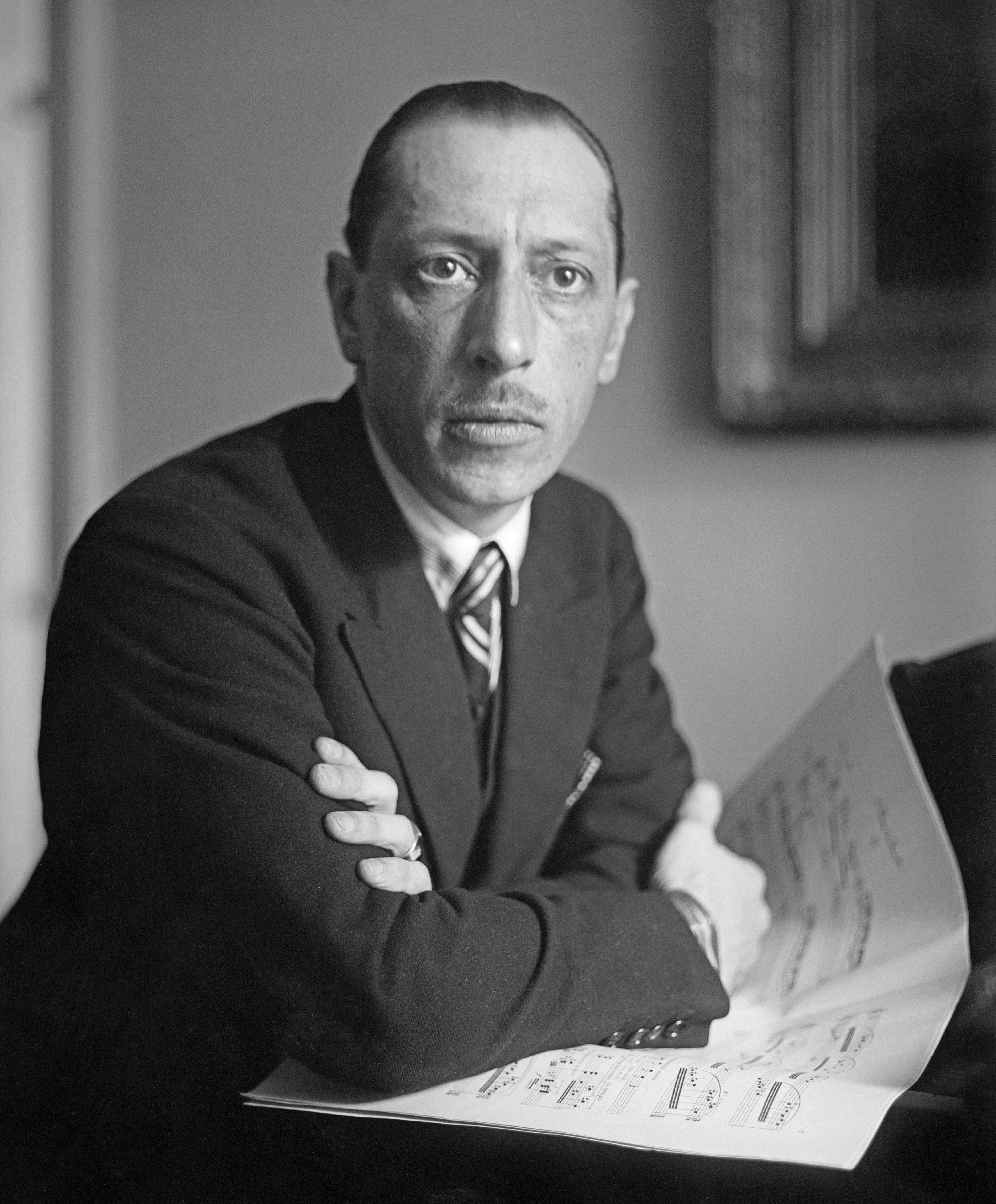
Ígor Stravinski.

Sonata para dos pianos es una composición del compositor ruso Ígor Stravinski, estrenada el 2 de agosto de 1944 por Richard Johnston y Nadia Boulanger. Es considerada una de las composiciones para dos pianos solos más importantes de Stravinski, junto con el Concierto para dos pianos.

## Historia
Concebida inicialmente como una obra para ser interpretada en solitario, Stravinsky necesitó escribirla a cuatro manos para expresar claramente las cuatro líneas melódicas.

## Estructura
La sonata consta de tres movimientos, aunque existen grabaciones donde se incluye el tema y cuatro variaciones del segundo movimiento por separado. Sin embargo, está en sólo tres movimientos:
1. Moderato
2. Tema con variaciones
  1. Tema
  2. Variación I
  3. Variación II
  4. Variación III
  5. Variación IV. Conclusión.
3. Allegretto

La sección inicial está en tonalidad de Fa mayor y la segunda en Do mayor.